# Jinja
Jinja je město na jihovýchodě Ugandy. Jde o jedno z největších měst v Ugandě, hlavní město stejnojmenného distriktu. Nachází se na břehu Viktoriina jezera. Má přibližně 279 tisíc obyvatel a rozlohu .
Jinja vznikla v roce 1907.
V okolí města se pěstují zemědělské produkty jako bavlna, cukrová třtina, kukuřice a arašídy. Zdejší průmysl vyrábí především měděné, kovové a dřevěné výrobky, textil a mýdlo.